# Büren (Soleure)
Pour les articles homonymes, voir Büren.
Büren est une commune suisse du canton de Soleure, située dans le district de Dorneck.

Vue aérienne (1948).